# Young Again
«Young Again» es una canción realizada por el DJ y productor neerlandés Hardwell con la colaboración del cantante británico Chris Jones. Se lanzó el 17 de octubre de 2014 como el segundo sencillo del álbum debut de Hardwell, United We Are. El álbum de remezclas de United We Are editado en diciembre de 2015, contiene la versión remezclada por el DJ y productor portugués KURA. Alcanzó el número 22 en la lista de sencillos de los Países Bajos.
- También es la música de la compañía de Movistar (Argentina).
- También en Argentina, a fines del 2014 fue la canción que se escuchó en el comercial de Cerveza Quilmes.[5]

## Video musical
Cuenta con un video musical animado realizado por NMTRIX bajo la dirección de Tom van den Berg. En éste se ve a Hardwell convertirse en un personaje animado montado en un robot desde donde lleva a cabo una presentación en vivo.

## Lista de canciones
| Descarga digital |                                   |          |  |
| N.º              | Título                            | Duración |  |
| 1.               | «Young Again» (Radio Edit)        | 3:19     |  |
| 2.               | «Young Again» (Versión extendida) | 5:10     |  |

| Descarga digital (Dr Phunk Remix) [2017] |                                       |          |  |
| N.º                                      | Título                                | Duración |  |
| 1.                                       | «Young Again» (Dr Phunk Remix)        | 3:23     |  |
| 2.                                       | «Young Again» (Dr Phunk Extended Mix) | 5:20     |  |

## Posicionamiento en listas
| Lista (2014–15)                             | Mejor posición |
| ------------------------------------------- | -------------- |
| Austria (Ö3 Austria Top 40)                 | 56             |
| Bélgica (Flandes) (Ultratip Bubbling Under) | 18             |
| Bélgica (Valonia) (Ultratip Bubbling Under) | 21             |
| Estados Unidos (Dance/Mix Show Airplay)     | 36             |
| Francia (SNEP)                              | 180            |
| Países Bajos (Dutch Top 40)                 | 22             |